# Miss 365 - Prima Miss dell'Anno
Miss 365 - Prima Miss dell'anno è stato un concorso di bellezza italiano nel quale ogni anno si eleggeva la prima miss dell'anno solare. La vincitrice del concorso veniva ammessa di diritto alle prefinali nazionali di Miss Italia e, qualche volta, direttamente alla finale. È terminato nel 2020

## Storia
Ideato da Enzo Mirigliani, premiava una ragazza desiderosa di lanciarsi nel mondo dello spettacolo o, in qualche caso, una miss scelta in base a motivazioni con contenuti a sfondo sociale o di altro genere. Dopo la sua morte, Enzo Mirigliani è stato sostituito dalla figlia Patrizia nel ruolo di direttore artistico.
In alcune occasioni la premiazione si è svolta all'interno del programma L'anno che verrà.

## Albo d'oro

Ambra Orfei, Miss 1983

Lara Orfei, Miss 1986

| Anno | Vincitrice                       | Provenienza         | Fonte           |
| ---- | -------------------------------- | ------------------- | --------------- |
| 1983 | Ambra Orfei                      | Lazio               | [ 2 ]           |
| 1984 | Non disputato                    | Non disputato       | Non disputato   |
| 1985 | Fiorenza Tessari                 | Lazio               | [ senza fonte ] |
| 1986 | Lara Orfei                       | Veneto              | [ senza fonte ] |
| 1987 | Giuppy Izzo                      | Lazio               | [ senza fonte ] |
| 1988 | Paola Di Rienzo                  | Lazio               | [ 3 ]           |
| 1989 | Non disputato                    | Non disputato       | Non disputato   |
| 1990 | Barbara Blanc                    | Lombardia           | [ 4 ]           |
| 1991 | Guendalina Fidenco               | Toscana             | [ 5 ]           |
| 1992 | Nina Soldano                     | Toscana             | [ 6 ]           |
| 1993 | Non disputato                    | Non disputato       | Non disputato   |
| 1994 | Adriana Volpe                    | Trentino-Alto Adige | [ 6 ]           |
| 1995 | Non disputato                    | Non disputato       | Non disputato   |
| 1996 | Rachele Mussolini                | Lazio               | [ 7 ]           |
| 1997 | Mara Carfagna                    | Campania            | [ 8 ]           |
| 1998 | Federica Viola di Campalto       | Umbria              | [ 9 ]           |
| 1999 | Giada Bertini                    | Lazio               | [ 10 ]          |
| 2000 | Giada Drommi De Blanck           | Lazio               | [ 11 ]          |
| 2001 | Giusy Merendino Veneziano        | Sicilia             | [ 12 ]          |
| 2002 | Mina Piccinini                   | Lombardia           | [ 13 ]          |
| 2003 | Alissa de' Fina Aragona Kollmann | Toscana             | [ 14 ]          |
| 2004 | Beatrice Maestrini               | Toscana             | [ 15 ]          |
| 2005 | Marilena Incutti                 | Calabria            | [ 16 ]          |
| 2006 | Estelle Cheever                  | Lazio               | [ 17 ]          |
| 2007 | Rossella Cervone                 | Campania            | [ 18 ]          |
| 2008 | Miriam Leone                     | Sicilia             | [ 19 ]          |
| 2009 | Alessia Delli Veneri             | Lazio               | [ 20 ]          |
| 2010 | Valentina Bigiarelli             | Lombardia           | [ 21 ]          |
| 2011 | Fabiola Milletarì                | Sicilia             | [ 22 ]          |
| 2012 | Ludovica Barba                   | Lazio               | [ 23 ]          |
| 2013 | Carlotta Graverini               | Toscana             | [ 24 ]          |
| 2014 | Stefania Toma                    | Emilia-Romagna      | [ 25 ]          |
| 2015 | Eleonora Mazzarini               | Lazio               | [ 26 ]          |
| 2016 | Debora Novellino                 | Puglia              | [ 27 ]          |
| 2017 | Martina Bassi                    | Lombardia           | [ 28 ]          |
| 2018 | Manuela Matera                   | Basilicata          | [ 29 ]          |
| 2019 | Susanna Giovanardi               | Lazio               | [ 30 ]          |
| 2020 | Beatrice Scolletta               | Lazio               | [ 31 ]          |